# Annabelle Luis
Annabelle Luis (* um 1983) ist eine französische Cellistin, die sich zunächst auf Alte Musik spezialisierte, aber auch im Bereich der Improvisationsmusik tätig ist.

## Leben und Wirken
Annabelle Luis studierte zunächst mit erfolgreichem Abschluss Musikwissenschaft und modernes Violoncello in Lyon. Dann wandte sie sich dem Barockcello zu und studierte zunächst bei Marion Middenway, bevor sie in das Nationalkonservatorium von Lyon eintrat, erhielt aber auch in Genf bei Bruno Cocset Unterricht. 2006 erhielt sie das Diplôme d’Etudes Supérieures des CNSMD de Lyon.
Luis gehörte zu Hervé Niquet und Le Concert Spirituel; als Continuospielerin war sie auch an mehreren Aufnahmen des Orchesters beteiligt. Sie spielt außerdem mit Le Concert d’Astrée (Emmanuelle Haïm), Le Poème Harmonique (Vincent Dumestre) und dem Millennium Orchestra (Leonardo García Alarcón). Weiterhin nahm sie Kammermusik mit dem Ensemble Amarilis, Hugo Reyne (La Simphonie du Marais), Franck-Emmanuel Comte (Le Concert de l’Hostel-Dieu) und Daniel Cuiller (Stradivaria) auf. Zudem wurde sie Mitglied des Streichquartetts Quatuor Diapré, das auf barocken und klassischen Instrumenten spielt.
International tritt Luis im Duo mit dem Barockgeiger David Plantier im Duo Tartini auf; nach seinem Album Cantabile e suonabile (2015) mit Sonaten von Giuseppe Tartini legten sie die gemeinsamen Alben Continuo, Addio! und Vertigo vor. Weiterhin gehört sie zum Quartett des Klarinettisten Louis Sclavis (Les Cadences du Monde, 2022), mit dem sie bereits auf dem Album Inspiration Baroque (2016) des Ensemble Amarilis zusammenspielte. Sie ist auch auf Aufnahmen mit Yann Tiersen (Good Bye Lenin!) und Renata Duarte zu hören.
Ein Teil ihrer Zeit widmet Luis dem Unterricht; sie ist Professorin für Barockcello am CRR Lyon.

## Webpräsenz
- Porträtseite
- Kurzbiographie
- Annabelle Luis bei Discogs